# 梁光弟
梁光弟（1931年—2014年7月29日），山东济南人，中华人民共和国政治人物，中国电视艺术家协会理事，中共中央宣传部文艺局原局长，中国文学艺术界联合会原党组副书记，第八届全国政协委员。